# Hongshanornis
Hongshanornis longicresta – wczesnokredowy ptak z grupy Ornithurae, żyjący 125 milionów lat temu. Jego szczątki odkryto w pokładach skalnych z niższej kredy grupy Jehol w Mongolii Wewnętrznej, Chiny. Zęby niemal w całości zanikły zarówno na górnej, jak i dolnej szczęce zwierzęcia zastąpione już dziobem. Hongshanornis prawdopodobnie reprezentuje najwcześniejszego znanego posiadającego dziób reprezentanta Ornithurae. Jest to zwierzę na tyle pierwotne, że nie jest wykluczone, iż należy do bardziej prymitywnego kladu Pygostylia. Z drugiej strony funkcjonalność tego przypuszczalnego kladu, łączącego w sobie podrząd Enantiornithes, rodzinę Ornithurae, i bardziej pierwotne rodzaje, takie jak Confuciusornis robi wrażenie coraz bardziej niewiarygodnego. Okazuje się, że połowa cech autapomorficznych, wliczając w to istnienie pygostylu, jest teraz uważana za powstałe niezależnie w wyniku konwergencji ewolucyjnej.
Zhou & Zhang (2005) stwierdzili, że „zachowanie u Hongshanornis kości przedzębowej potwierdza, że jej istnienie nie było charakterystyczne wyłącznie dla dinozaurów ptasiomiednicznych, ale posiadały je także wczesne ptaki z grupy Ornithurae”. Okaz odnaleziony w 2005 jest osobnikiem dorosłym z pełnym upierzeniem, i prawdopodobnie dobrze latał. Hongshanornis wydaje się być ptakiem brodzącym, żerującym w płytkiej wodzie albo na bagnach. Okaz znajduje się obecnie w Instytucie Paleontologii Kręgowców i Paleoantropologii w Pekinie.